# Diego Leonardo Davila
El brigadier Diego Leonardo Dávila (?- 1709) va ser un militar borbònic durant la guerra de Successió a la corona espanyola. Era natural de Granada. Amb el grau de coronel estava de tinent del rei a Badajoz el 1705 quan n’era governador el Conde de la Puebla. Sembla que va assolir gran fama als setges de Badajoz que va fer l'exercit aliat que donava suport al pretenen Carles d'Àustria, primer a l'inici de juny i després a l'octubre per segona vegada.
El secretari del Despatx de Guerra i Hisenda, marqués de Grimaldo, en José de Grimaldo y Gutiérrez de Solórzano li va encomanar prendre el càrrec de governador del Castell de Sant Felip. L'absència del seu capità l'obliga a esperar fins al 22 de gener 1706 quan es va traslladar a la Cort a recollir el nomenament i l'encàrrec. Arribat a Cartagena el 7 d'abril 1706 passà per Mallorca. i el 8 de maig de 1706, va arribar a Maó.
Va desembarcar a Maó amb un reforç de 6 companyies de 50 homes cada una (300 soldats i els seus oficials). El seu nomenament anava lligat a un intent de solucionar els embolics que hi havia a Menorca entre l'autoritat civil que era el governador resident a Ciutadella i el castellà de Sant Felip, màxima autoritat militar de l'Illa. El coronel Dávila assumia el càrrec de governador militar de Sant Felip mentre el brigadier Jerónimo Pérez de Nueros, que ho havia estat fins aquell moment, assumia el càrrec de governador a la capital, Ciutadella. L'antic governador, el tinent coronel Francisco Falcó, era relegat a tinent governador polític.
El setembre de 1706 es van produir alçaments austriacistes a Eivissa i Mallorca. Van comptar amb el suport de la flota anglo-holandesa de l'Almirall Leake i van tenir èxit. Aquestes dues illes van passar al bàndol austriacista. Malgrat que la flota es va retirar de la Mediterrània, a Menorca a l'octubre de 1706 també hi va a ver un alçament dirigit per en Joan Miquel Saura. Els càrrecs borbònics amb la guarnició de Ciutadella i de Sant Felip es van tancar al Castell. Les autoritats civils junt amb els revoltats van formar un exèrcit de voluntaris que va assetjar-los.
Els assetjadors comptaven amb armes velles i poc efectives i no disposaven d'artilleria. Els assetjats havien guardat municions i queviures, a més a més estaven comunicats per mar i rebien avituallament, armes i finalment també rebrien reforços. El setge es va allargar un parell de mesos durant els quals es van produir diverses escaramusses i propostes de rendició que el governador Dàvila va rebutjar.
El dia 1 de gener de 1707 van arribar reforços des de França. El dia 3 les autoritats borbòniques van decidir suprimir el càrrec de governador polític i quedà com a únic governador Diego Leonardo Dávila. En aquest càrrec va comminar els revoltats a retre’s, cosa que no van fer.
El 5 de gener es va produir la batalla de Biniatap que va suposar la derrota dels revoltats i la seva retirada cap a Maó primer i després cap a Ciutadella. El 6 de gener es va produir la rendició de Maó. El 8 l'ocupació d'Alaior i del castell castell de Sant Antoni de Fornells. Van començar les primeres represàlies. El dia 12 l'exèrcit borbònic en el seu avanç va acampar a Ferreries. Allà varen prendre contacte amb les autoritats de Ciutadella. La capital era una plaça forta amb vuit bastions i més de seixanta canons, munició i queviures. D’aquesta guisa es van pactar 12 capitulacions referents a perdonar els revoltats, alliberar presoners, el compromís de mantenir els privilegis de l'Illa a canvi de la rendició.
El dia 13 es ocupada Ciutadella i els principals sosllevats passen cap a Mallorca. A l'endemà es reposa Francisco Falcó com a governador de la plaça. Els següents dies les tropes desplaçades van tornant cap a Sant Felip i a Ciutadella queda una guarnició.
El dia 15 de gener, el brigadier Dávila entra a Ciutadella a assumir el càrrec de governador. Acabats els protocols, desestima els articles de les capitulacions referents a defensa de llibertats individuals i municipals. Procedeix a la confiscació de béns de les persones preses i de les exiliades. Comença una persecució sagnant de sospitosos que provoca l'exili de persones senyalades, les quals són conseqüentment desposseïdes dels seus béns. Paral·lelament procedeix al nomenament de nous funcionaris entre les files dels fidels filipistes.
El dia 23 de gener de 1707 escriu al marqués de Grimaldo donant notícia dels fets que s'han succeït a Menorca El Molt Il·lustre Brigadier don Diego Leonardo Dávila, del consell de Sa Majestat, governador superior i capità general de lo polític i milícies de l'illa de Menorca va rebre del Rei de França, com a recompensa al la seva bona feina, l'orde de Sant Lluís.
El març de 1707, en Maties Guàrdia, botifler menorquí, informa el governador d'una conspiració contra les autoritats borbòniques. Sembla que no va ser altra cosa que una excusa per a desfermar una major repressió contra la majoria de la població austriacista. Dávila va detenir el suposat promotor en Joan Pons Galinde d'Alaior. L'obligà a delatar els altres implicats i tot seguit es posà al front de 200 soldats espanyols i 500 de francesos per a recórrer tota l'illa. La repressió començà per Maó, seguí a Alaior, Ferreries i fins a arribar a Ciutadella. Va fer arcabussejar, sumaríssimament, alguns dels denunciats, va ordenar el saqueig de les seves cases i posteriorment les va fer aterrar. Va prendre presoners d'entre la gent del poble per a ser enviats al Castell. Va aprofita el camí que feien per a assolar alguna casa de camp. Durant tot el mes següent va enviar les seves tropes a la recerca de conspiradors fugits. Els arrestats quan arribaven al Castell eren interrogats i posteriorment executats. Per a més càstig el Governador va impedir que fossin recollits els noms dels morts en els llibres de defuncions parroquials.
Amb el vist i plau de les dues corones va administrar la seva llei amb total impunitat. Durant aquests mesos les inclinacions sanguinolentes del governador van ser recollides en els informes dels oficials francesos amb qui compartia el Castell. L'anul·lació dels privilegis de Menorca, en la línia del que serà la Nova Planta que s'instaurarà posteriorment als territoris de la corona d'Aragó, representa la fita de la repressió.
Els anys 1707 i 1708 van suposar un seguit de derrotes de les armes aliades. Per a compensar-les, el mes d'agost el rei Carles III va proposar la conquesta de Menorca. Els primers vaixells de l'armada austriacista van arribar el 12 de setembre. El 14 de setembre de 1708 es va produir el desembarcament de les tropes internacionals de l'Arxiduc sota el comandament del general britànic James Stanhope. Aquestes tropes van rebre el suport de la població de l'Illa. Mentre el governador Dávila i els borbònics més destacats es van parapetar al castell de Sant Felip.
Els dies següents són ocupats els pobles de l'interior i Ciutadella per les tropes austriacistes. La guarnició de la capital es rendeix.
El Castell de sant Felip és assetjat i les darreres fortificacions construïdes durant el comandament de Dàvila són desbordades. El Raval des Castell és ocupat i la població civil fuig cap a l'interior del castell. Dávila considera que amb tota la població civil a l'interior del Castell, és impossible la defensa.
El 29 de setembre els assetjats fan un consell de guerra i proposen unes capitulacions que són acceptades per Stanhope. El regiment de dotació del Castell és desmobilitzat, els seus integrants juren fidelitat al nou monarca i es deixa que tornin a les seves cases al Raval. Els presoners francesos són embarcats cap a Toló mentre que el governador Dávila i els seus oficials espanyols surten cap a Cartagena junt amb els més destacats filipistes menorquins.
El 13 d'octubre de 1708 els derrotats filipistes de Menorca van arribar al port de Cartagena. Els nobles són allotjats a casa de les autoritats, mentre que el governador queda retingut al vaixell. Posteriorment passa al castell de Cartagena, junt amb els oficials, per a prendre-li declaració. Dávila hi queda tota la tardor i part de l'hivern a l'espera de sentència. Els escrits de la família en defensa del governador el descriuen com si fos un home orat. No saben si per causa de la injustícia que se li fa o si ja hauria perdut una mica els darrers temps de governador. El dia 26 de març 1709, mentre passava el rosari, va caure del parapet del castell al pati d'armes. La seva mort no va suposar la suspensió del judici. La sentència va sortir el juliol de 1709, i el condemnà post mortem a la confiscació dels seus bens.